# Saison 1996 de la NFL
Navigation
Édition précédente Édition suivante
La saison 1996 de la NFL est la 77e saison de la National Football League. Elle voit le sacre des Green Bay Packers à l'occasion du  Super Bowl XXXI.

## Déménagement
Les Browns de Cleveland sont déménagés dans la ville de Baltimore et sont renommés Ravens de Baltimore. Baltimore retrouve une franchise NFL depuis le départ des Colts pour Indianapolis en 1984. Quant aux Browns, le nom, les couleurs et le palmarès restent à Cleveland dans l'attente qu'une autre franchise revienne dans la ville.

## Classement général
| Qualifié en play-offs |

| AFC Est              |      |      |      |        |          |            |
| Franchise            | Vic. | Déf. | Nuls | % vic. | Pts pour | Pts contre |
| New England Patriots | 11   | 5    | 0    | .688   | 418      | 313        |
| Buffalo Bills        | 10   | 6    | 0    | .625   | 319      | 266        |
| Indianapolis Colts   | 9    | 7    | 0    | .563   | 317      | 334        |
| Miami Dolphins       | 8    | 8    | 0    | .500   | 339      | 325        |
| New York Jets        | 1    | 15   | 0    | .063   | 279      | 454        |
| AFC Central          |      |      |      |        |          |            |
| Franchise            | Vic. | Déf. | Nuls | % vic. | Pts pour | Pts contre |
| Pittsburgh Steelers  | 10   | 6    | 0    | .625   | 344      | 257        |
| Jacksonville Jaguars | 9    | 7    | 0    | .563   | 325      | 335        |
| Cincinnati Bengals   | 8    | 8    | 0    | .500   | 372      | 369        |
| Houston Oilers       | 8    | 8    | 0    | .500   | 345      | 319        |
| Baltimore Ravens     | 4    | 12   | 0    | .250   | 371      | 441        |
| AFC Ouest            |      |      |      |        |          |            |
| Franchise            | Vic. | Déf. | Nuls | % vic. | Pts pour | Pts contre |
| Denver Broncos       | 13   | 3    | 0    | .813   | 391      | 275        |
| Kansas City Chiefs   | 9    | 7    | 0    | .563   | 297      | 300        |
| San Diego Chargers   | 8    | 8    | 0    | .500   | 310      | 376        |
| Oakland Raiders      | 7    | 9    | 0    | .438   | 340      | 293        |
| Seattle Seahawks     | 7    | 9    | 0    | .438   | 317      | 376        |

| NFC Est             |      |      |      |        |          |            |
| Franchise           | Vic. | Déf. | Nuls | % vic. | Pts pour | Pts contre |
| Dallas Cowboys      | 10   | 6    | 0    | .625   | 286      | 250        |
| Philadelphia Eagles | 10   | 6    | 0    | .625   | 363      | 341        |
| Washington Redskins | 9    | 7    | 0    | .563   | 364      | 312        |
| Arizona Cardinals   | 7    | 9    | 0    | .438   | 300      | 397        |
| New York Giants     | 6    | 10   | 0    | .375   | 242      | 297        |
| NFC Central         |      |      |      |        |          |            |
| Franchise           | Vic. | Déf. | Nuls | % vic. | Pts pour | Pts contre |
| Green Bay Packers   | 13   | 3    | 0    | .813   | 456      | 210        |
| Minnesota Vikings   | 9    | 7    | 0    | .563   | 298      | 315        |
| Chicago Bears       | 7    | 9    | 0    | .438   | 283      | 305        |
| Tampa Bay Buccs     | 6    | 10   | 0    | .375   | 221      | 293        |
| Detroit Lions       | 5    | 11   | 0    | .313   | 302      | 368        |
| NFC Ouest           |      |      |      |        |          |            |
| Franchise           | Vic. | Déf. | Nuls | % vic. | Pts pour | Pts contre |
| Carolina Panthers   | 12   | 4    | 0    | .750   | 367      | 218        |
| San Francisco 49ers | 12   | 4    | 0    | .750   | 398      | 257        |
| St. Louis Rams      | 6    | 10   | 0    | .375   | 303      | 409        |
| Atlanta Falcons     | 3    | 13   | 0    | .188   | 309      | 461        |
| New Orleans Saints  | 3    | 13   | 0    | .188   | 229      | 339        |

- Jacksonville gagne la deuxième Wild Card de l'AFC devant Indianapolis et Kansas City  en raison des résultats enregistrés en conférence (7-5 contre 6-6 et 5-7).
- Indianapolis gagne la troisième Wild Card de l'AFC devant Kansas City en raison du résultat enregistré en confrontation directe (1-0).
- Cincinnati termine devant Houston en AFC Central en raison de la différence de points en division (+19 contre +11).
- Oakland termine devant Seattle in the AFC Ouest en raison des résultats enregistrés en division (3-5 contre 2-6).
- Dallas termine devant Philadelphia en NFC Est en raison des résultats enregistrés face à des adversaires communs (8-5 contre 7-6).
- Minnesota gagne la troisième Wild Card de la NFC devant Washington  en raison des résultats enregistrés en conférence (8-4 contre 6-6).
- Carolina termine devant San Francisco en NFC Ouest en raison des résultats enregistrés en confrontations directes (2-0).
- Atlanta termine devant La Nouvelle-Orléans en NFC Ouest en raison des résultats enregistrés en confrontations directes (2-0).

## Play-offs
Les équipes évoluant à domicile sont nommées en premier. Les vainqueurs sont en gras

### AFC
- Wild Card : 
  - 28 décembre 1996 :  Buffalo 27-30 Jacksonville
  - 29 décembre 1996 : Pittsburgh 42-14 Indianapolis
- Premier tour : 
  - 4 janvier 1997 :  Denver 27-30 Jacksonville
  - 5 janvier 1997 : New England 28-3 Pittsburgh
- Finale AFC : 
  - 12 janvier 1997 : New England 20-6 Jacksonville

### NFC
- Wild Card : 
  - 28 décembre 1996 :  Dallas 40-15 Minnesota
  - 29 décembre 1996 : San Francisco 14-0 Philadelphie
- Premier tour : 
  - 4 janvier 1997 : Green Bay 35-14 San Francisco
  - 5 janvier 1997 : Carolina 26-17 Dallas
- Finale NFC : 
  - 12 janvier 1997 : Green Bay 30-13 Carolina

### Super Bowl XXXI
- 26 janvier 1997 : Green Bay (NFC) 35-21 New England (AFC), au Louisiana Superdome de La Nouvelle-Orléans